# Емануель Моор
Емануель Моор (угор. Emánuel Moór; 19 лютого 1863, Кечкемет — 20 жовтня 1931, курорт Мон-Пелерен, кантон Во, Швейцарія) — угорський композитор, піаніст, винахідник музичних інструментів.

## Біографія

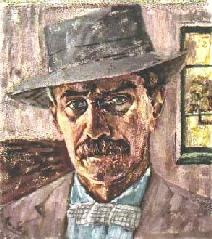
Емануель Моор. Автопортрет

Народився в сім'ї Рафаеля Моора, оперного співака (який виконав, зокрема, головну партію у вагнерівському «Лоенгріні» у Львівській опері), а пізніше синагогіального кантора, автора єврейської релігійної музики. Брат художника Хенріка Моора.
Початкову музичну освіту здобув у свого батька. У 13-річному віці був нагороджений золотою медаллю на конкурсі органної імпровізації в Празі. Потім навчався в Будапешті у Роберта Фолькмана і в Віденській консерваторії у Антона Доора і Антона Брукнера. З 1881 року викладав фортеп'яно в консерваторії Сегеда, тут же дебютував як диригент. У 1885—1897 роках гастролював по Європі та Америці спершу як акомпаніатор (зокрема, співачки Ліллі Леман і скрипаля Овіда Мюзена), потім як соліст. У 1888 році оформив британське підданство, в середині 1890-х співпрацював з диригентом Джорджем Геншелем, який в 1894—1895 рр. здійснив прем'єри перших двох його симфоній. 1901 року влаштувався на роботу в Швейцарії і присвятив себе композиції.
Розвиткові популярності Моора сприяло знайомство з Анатолієм Брандуковим і, через Брандукова, з Паблом Казальсом. Завдяки цьому знайомству Моор особливо багато писав для віолончелі (два концерти, концерт для двох віолончелей з оркестром, шість сонат для віолончелі та фортеп'яно, численні камерні твори). Казальс не тільки багато виконував музику Моора (зокрема, вибравши для свого дебюту у Відні його концерт для віолончелі з оркестром до дієз мінор тв. 64), а й гаряче рекомендував композитора своїм колегам, завдяки чому музика Моора потрапила в репертуар скрипалів Анрі Марто, Ежена Ізаї, Фріца Крейслера, Жака Тібо, Карла Флеша, піаніста Альфреда Корто, диригентів Артура Нікіша, Фріца Штайнбаха, Віллема Менгельберга. Моор присвятив Казальсові вісім своїх творів, включаючи подвійний концерт, написаний для нього і його дружини Гільєрміни Суджа. Квартет Моора для чотирьох віолончелей тв. 95 Казальс виконав разом з Андре Еккінгом, Жозефом Сальмоном і Діраном Алексаняном.

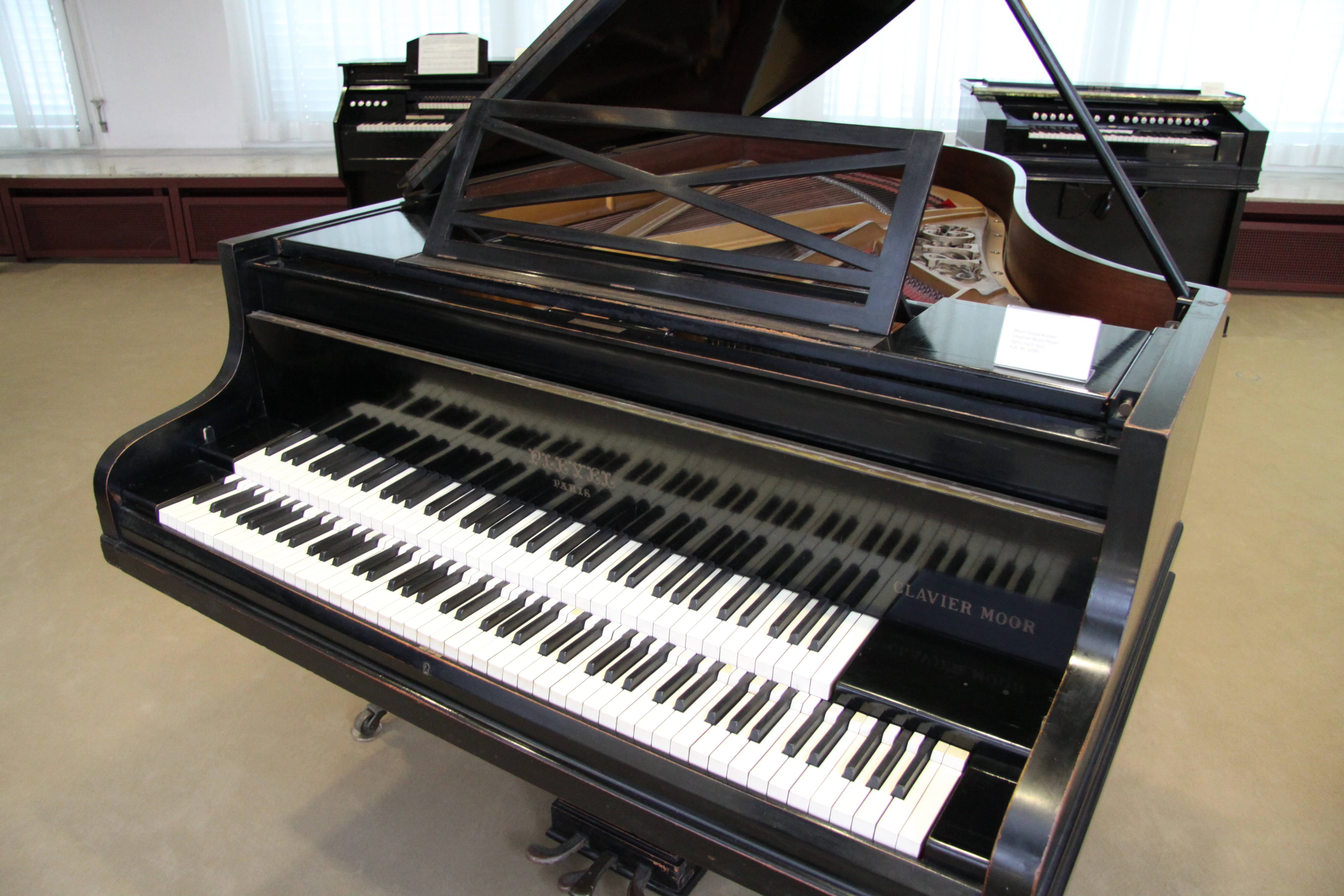
Піанофорте Еммануеля Моора. Близько 1927 р.

З середини 1910-х рр. спілкування Моора з Казальсом стало сходити нанівець, а разом з ним і композиторська активність Моора. Останній його великий твір, Концерт для струнного квартету з оркестром (1916), був написаний для Квартету Флонзале і вперше прозвучав в Філадельфії під керуванням Леопольда Стоковського. Наступний період життя він присвятив переважно винаходженню музичних інструментів. Найбільшу популярність одержало так зване Фортеп'яно Моора — з двома клавіатурами, підключеними одна до одної таким чином, що з використанням другої клавіатури піаніст міг брати однією рукою інтервал в дві октави. Найбільш відомою виконавицею на цьому інструменті стала друга дружина Моора (з 1923 р.) Уініфред Крісті. У пізні роки займався також живописом.

## Творча спадщина
Моор є автором п'яти опер, з яких найбільший успіх мали «Помпадур» і «Андреас Хофер» (обидві поставлені в Кельні в 1902 році). Йому належать також вісім симфоній, чотири фортеп'янних і чотири скрипкових, а також альтовий і арфовий концерти, камерна музика, реквієм, прелюдії для скрипки і фортеп'яно.
На згадку композитора нині існує фортеп'янний конкурс імені Емануеля Моора.